# Нараїв (Тернопільський район)

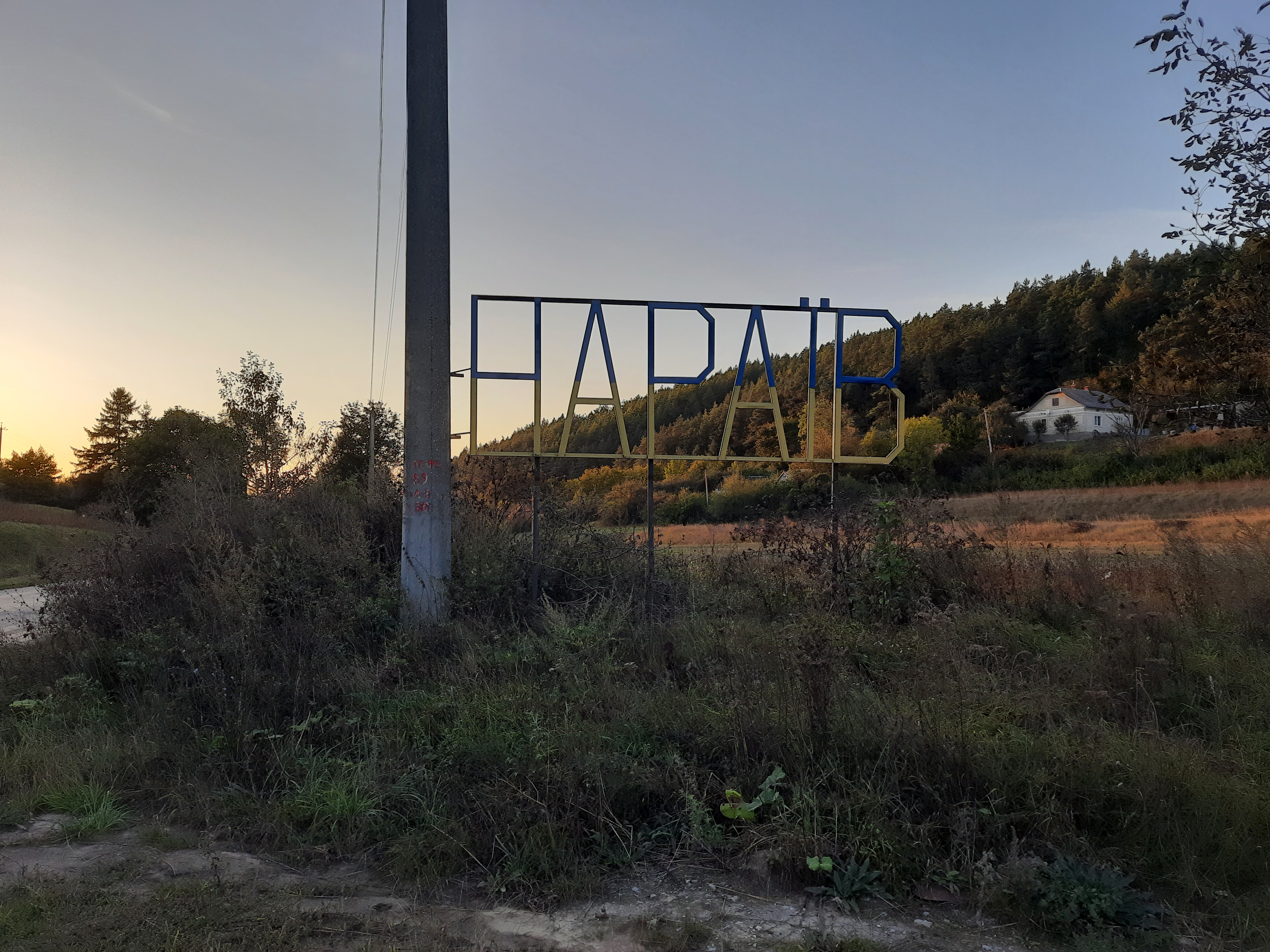
Знак при в'їзді в село

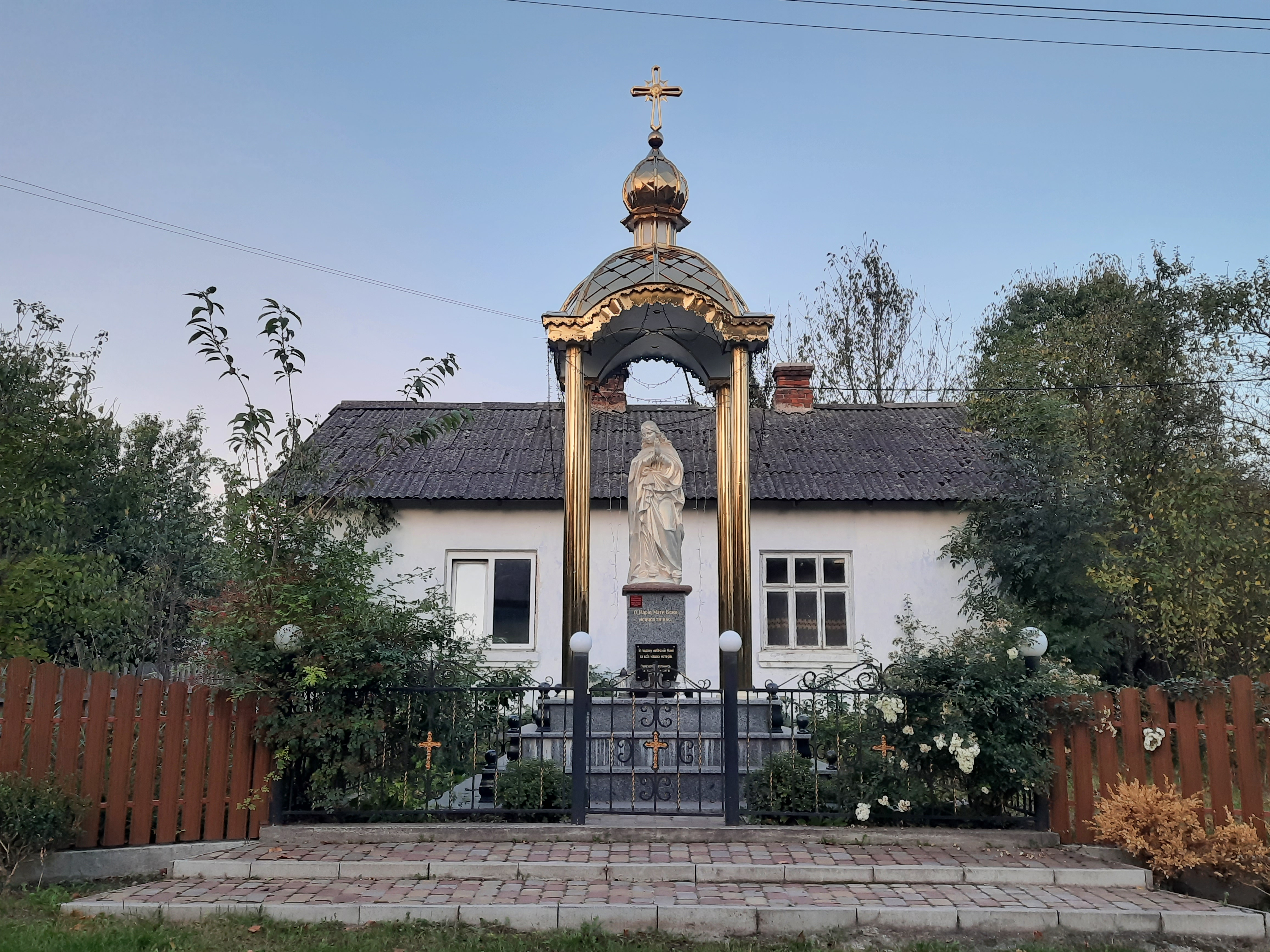
Статуя Божої Матері

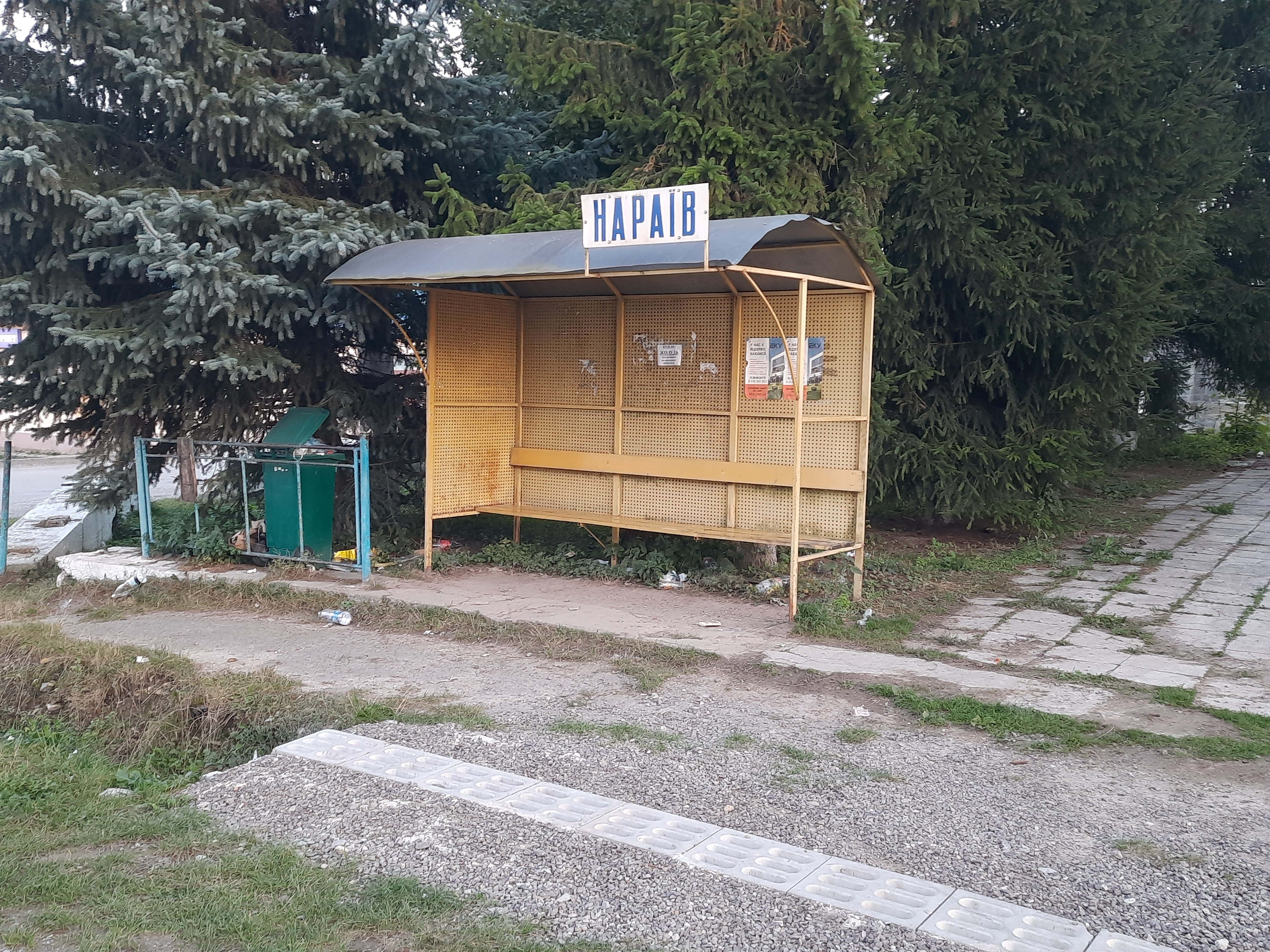
Автобусна зупинка

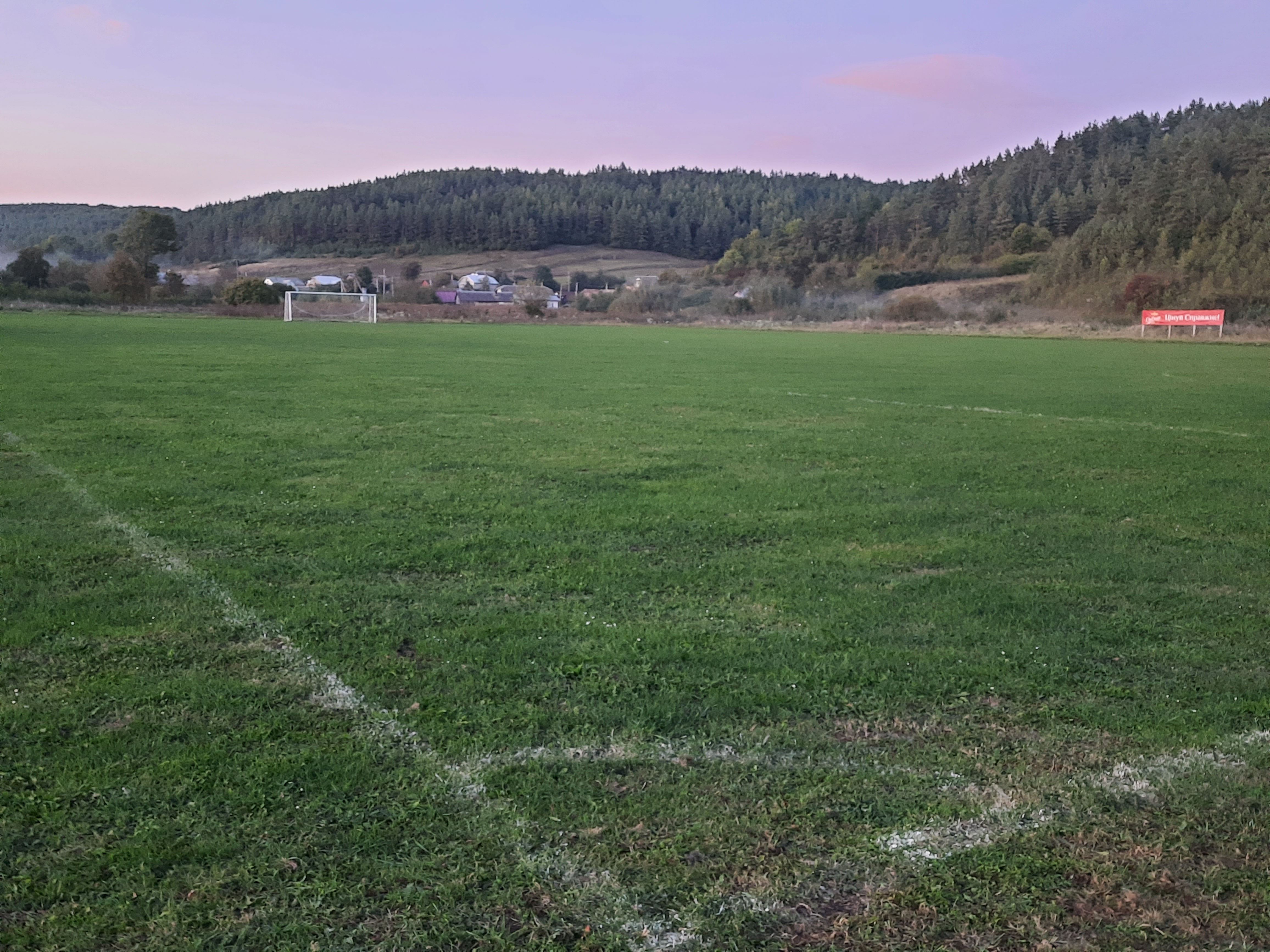
Стадіон

Нара́їв — село в Україні, у Нараївській сільській громаді Тернопільського району Тернопільської області. До 5 квітня 2019 року центр Нараївської сільської ради, якій були підпорядковані села Дуляби і Шайбівка. До Нараєва належать хутори Запуст (30 осіб), Колонія (близько 40 буд.), Чверті (80 осіб); Михальська і Станіславчик (нині незаселені).
Розташоване на берегах річки Нараївки. Населення — 789 осіб. Дворів — 662. Через село проходить територіальна дорога Т 2007.

## Географія
У селі є вулиці: Вулиця, Запуст, Зацерква, Колонія, Кордон, Кулеби хутір, Кут, Лани, Макарівка, Молодіжна, Підзамче, Потік, Раковиця, Серединка, Ступник, Центральна та Чверті. У селі струмки Раковиця та Грабовиця впадають у річку Нараївку.

### Клімат
Для села характерний помірно континентальний клімат. Нараїв розташований у «холодному Поділлі» — найхолоднішому регіоні Тернопільської області.
| Клімат Нараєва            | Клімат Нараєва | Клімат Нараєва | Клімат Нараєва | Клімат Нараєва | Клімат Нараєва | Клімат Нараєва | Клімат Нараєва | Клімат Нараєва | Клімат Нараєва | Клімат Нараєва | Клімат Нараєва | Клімат Нараєва | Клімат Нараєва |
| Показник                  | Січ.           | Лют.           | Бер.           | Квіт.          | Трав.          | Черв.          | Лип.           | Серп.          | Вер.           | Жовт.          | Лист.          | Груд.          | Рік            |
| Середній максимум, °C     | −1,4           | 0,0            | 4,8            | 12,8           | 18,9           | 22,0           | 23,4           | 22,8           | 18,4           | 12,6           | 5,5            | 0,7            | 11             |
| Середня температура, °C   | −4,3           | −2,9           | 1,3            | 8,0            | 13,6           | 16,7           | 18,1           | 17,4           | 13,4           | 8,2            | 2,7            | −1,8           | 7              |
| Середній мінімум, °C      | −7,1           | −5,7           | −2,2           | 3,3            | 8,3            | 11,5           | 12,8           | 12,0           | 8,4            | 3,8            | −0,1           | −4,2           | 3              |
| Норма опадів, мм          | 33             | 32             | 35             | 50             | 78             | 91             | 96             | 72             | 57             | 40             | 38             | 42             | 664            |
| ------------------------- | -------------- | -------------- | -------------- | -------------- | -------------- | -------------- | -------------- | -------------- | -------------- | -------------- | -------------- | -------------- | -------------- |
| Джерело: climate-data.org |                |                |                |                |                |                |                |                |                |                |                |                |                |

## Історія

### Археологічні знахідки
Поблизу села виявлено археологічні пам'ятки черняхівської культури та часів Київської Русі.

### Польський період
Перша писемна згадка 1443 р. як містечко — власність М. Нарайовського. Міколай Нарайовскі (Нарайовський) — або його нащадок, або однофімілець — був одружений з 1592 р. Катериною Дідушицькою — молодшою сестрою дружини Корнякта Костянтина Анни) тоді ж мало магдебурзьке право.
Внаслідок набігів татар (1480, 1520 р.) занепало. У 17 столітті — власність Сенявських, у 18 — Потоцьких.
1626 року внаслідок нападу татар Нараїв-місто було зруйноване на 47 %, а Нараїв-село на 66 %.
1638 р. більшість будівель згоріло.
Під час інвентаризації 1658 року згадано фортецю, що мала 2 вежі та 2 брами. 1709 року Нараїв зруйнували війська Шмигельського.

### Австрійський період
1830 р. у містечку була епідемія холери (зберігся так званий холеричний цвинтар).
Діяли «Просвіта», «Сільський господар» та інші товариства, кооператив.

### Міжвоєнний період
Сучасний Нараїв був утворений з двох окремих населених пунктів: Нараїв-Місто та Нараїв-село. У міжвоєнний період вони утворювали окрему сільську гміну Нараїв-Місто.

### Друга світова війна
Московські окупанти в червні 1941 року закатували 19 нараївців, 15 із 19 замордованих були віком до 23 років.
У квітні 1945 р. поблизу Нараєва в відбувся бій сотні УПА «Полтавці» з підрозділами НКДБ.
12 червня 2020 року, відповідно до розпорядження Кабінету Міністрів України № 724-р «Про визначення адміністративних центрів та затвердження територій територіальних громад Тернопільської області» увійшло до складу Нараївської сільської громади.
19 липня 2020 року, в результаті адміністративно-територіальної реформи та ліквідації Бережанського району, село увійшло до складу Тернопільського району.

## Символіка

### Герб
У лазуровому полі посередині срібна троянда.

## Населення
Населення села:
| Рік  | Число осіб | Українців та греко-католиків | Поляків та римо-католиків | Євреїв |
| ---- | ---------- | ---------------------------- | ------------------------- | ------ |
| 1900 | 3990       | 2307                         | 663                       | 1006   |
| 1939 | ▲ 5650     | ▲ 3140                       | ▲ 1435                    | ▼ 805  |
| 2002 | ▼ 1880     | -                            | -                         | -      |
| 2018 | ▼ 1317     | -                            | -                         | -      |

За даними перепису населення 2001 року мовний склад населення села був таким:
| Мова       | Число ос. | Відсоток |
| ---------- | --------- | -------- |
| українська |           | 99,78    |
| російська  |           | 0,17     |
| молдовська |           | 0,06     |

## Пам'ятки

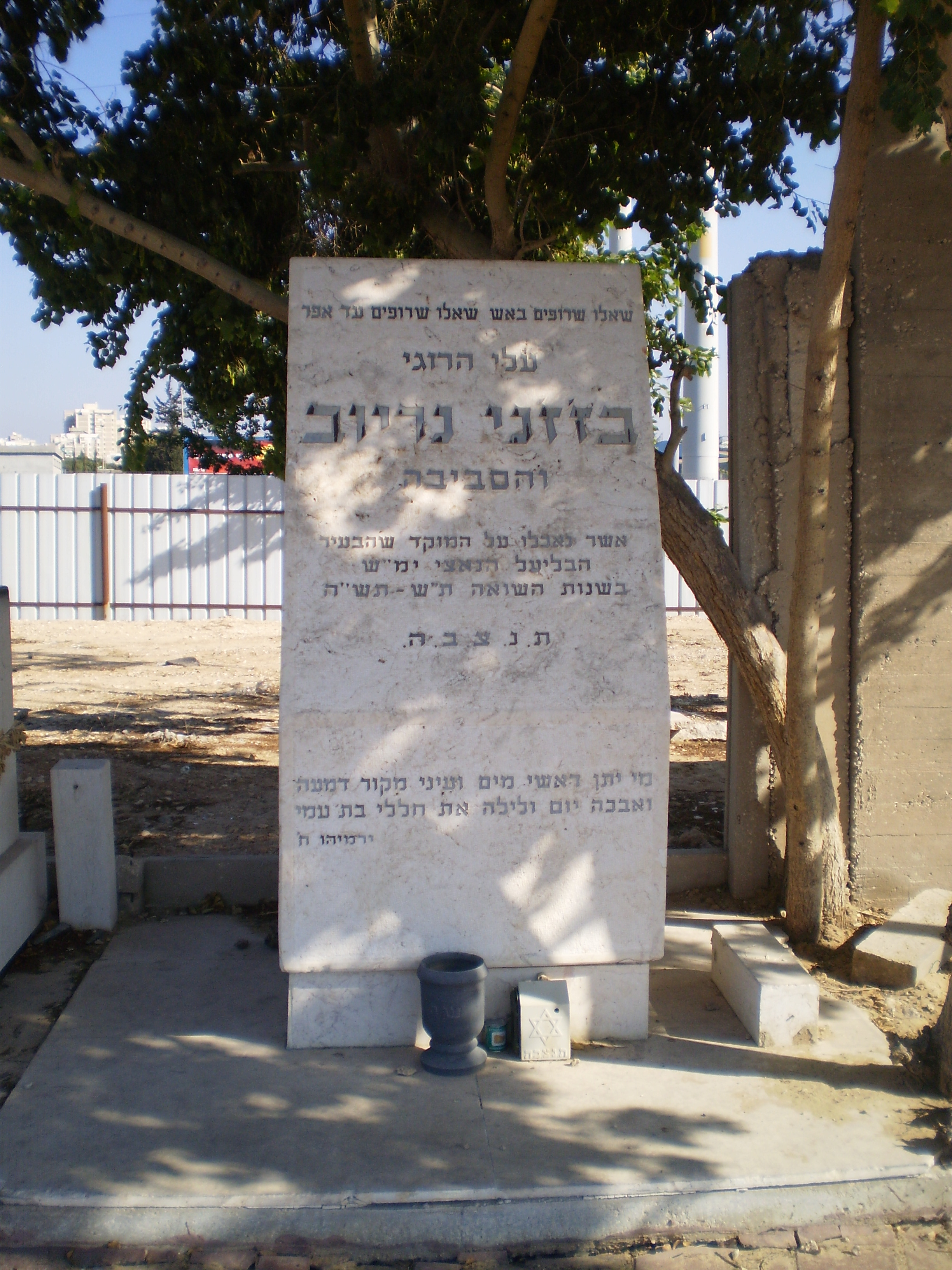
Меморіал, присвячений містянам-жертвам Голокосту (Холон, Ізраїль)

- Поблизу села є гідрологічна пам'ятка природи — Витік річки Нараївка.
- Церква Воздвиження Чесного Хреста Господнього (1830, кам'яна).
- Військовий цвинтар часів 1-ї Світової війни.

### Пам'ятники
- жертвам більшовицько-комуністичного режиму (1990, скульптор В. Римар).
- Тарасу Шевченку (скульптор М. Лозинський).
- пам'ятний хрест на честь скасування панщини у 1848 році.
- символічні могили:
  - Борцям за волю України (1990).
  - на місці загибелі 7-ми членів ОУН (1991, с. Кулеби).
  - 5-ти вояків УПА (1992, х. Запуст).
- воїнам-односельцям, полеглим у німецько-радянській війні (1965).

Скульптура архангела Михаїла
Щойновиявлена пам'ятка монументального мистецтва. Розташована в центрі села.
Робота самодіяльних майстрів, виготовлена із каменю (ХІХ ст.).

## Соціальна сфера
Працюють ЗОШ 1—3 ступенів, Будинок культури, бібліотека, АЗП-СМ, відділення зв'язку.
У травні 2016 року в селі відкрито поліцейську станцію, де працюватиме шість поліцейських, які обслуговуватимуть Нараїв та навколишні села.

## Відомі люди

### Народилися
- І. Різник — художник,
- Левко Різник — український письменник, грунтознавець, громадський діяч
- Мойше Надір (1885—1943) — єврейський письменник ,
- Михайло Димет — український культурний і громадський діяч, меценат .
- Луї Мюлсток (1904—2001) — канадський живописець.

### Перебували
- політичний діяч Карл І (1887—1922; останній імператор Австро-Угорщини, беатифікований Римо-католицькою церквою),
- український релігійний діяч Андрей Шептицький.